# Charles Bouillaud
Pour les articles homonymes, voir Bouillaud.
Charles Louis Bouillaud, né le 11 mai 1904 à Nointot (Seine-Maritime) et mort le 12 juin 1965 à Paris 12e, est un acteur français.

## Biographie
Charles Bouillaud est le père de l'acteur Jean-Claude Bouillaud (1927-2008).
Il est inhumé au cimetière parisien d'Ivry (Val-de-Marne).

## Filmographie

### Cinéma
- 1938 : Hôtel du Nord de Marcel Carné : un inspecteur à l'hôpital
- 1940 : L'Émigrante de Léo Joannon
- 1945 : J'ai dix-sept ans d'André Berthomieu : le pion
- 1945 : Peloton d'exécution d'André Berthomieu
- 1946 : Pas si bête d'André Berthomieu : Joseph, le domestique
- 1946 : Gringalet de André Berthomieu
- 1947 : Par la fenêtre de Gilles Grangier : Joseph, le mari de la concierge
- 1947 : Carré de valets d'André Berthomieu : le procureur
- 1948 : Blanc comme neige d'André Berthomieu : l'inspecteur Robillard
- 1948 : Docteur Laennec de Maurice Cloche : un domestique
- 1948 : L'Impeccable Henri de Charles-Félix Tavano
- 1948 : L'Ombre d'André Berthomieu : Sylvain
- 1949 : Le Cœur sur la main d'André Berthomieu : Paulo, le guitariste de l'orchestre
- 1949 : Le Roi Pandore d'André Berthomieu : Grenu
- 1949 : La Petite Chocolatière d'André Berthomieu : le maître d'hôtel
- 1949 : Le Bal des pompiers d'André Berthomieu : Coquillard
- 1949 : La Veuve et l'Innocent d'André Cerf : l’inspecteur Bontemps
- 1949 : L'Héroïque Monsieur Boniface de Maurice Labro : le troisième gangster
- 1949 : On ne triche pas avec la vie de René Delacroix et Paul Vandenberghe : Thomas
- 1950 : Nous irons à Paris de Jean Boyer : un membre de la maréchaussée
- 1950 : Dieu a besoin des hommes de Jean Delannoy : le gendarme
- 1950 : Pigalle-Saint-Germain-des-Prés d'André Berthomieu : un inspecteur
- 1950 : Mademoiselle Josette, ma femme d'André Berthomieu : le portier
- 1951 : Le Roi des camelots d'André Berthomieu : Émile
- 1951 : Deux sous de violettes de Jean Anouilh : l'agent
- 1951 : Chacun son tour d'André Berthomieu : M. Pitois
- 1951 : Ma femme est formidable d'André Hunebelle : le chef de réception
- 1951 : Jamais deux sans trois d'André Berthomieu : Joseph, dit "Jojo"
- 1951 : Massacre en dentelles d'André Hunebelle : un journaliste
- 1952 : Coiffeur pour dames de Jean Boyer : le détective
- 1952 : Le Crime du Bouif d'André Cerf : l’agent Balloche
- 1952 : Allô... je t'aime d'André Berthomieu : Martinet
- 1952 : Nous sommes tous des assassins d'André Cayatte : l’agent de police
- 1952 : Foyer perdu ou Tu es un imbécile de Jean Loubignac : le clerc de notaire
- 1952 : Monsieur Taxi d'André Hunebelle : l’agent de la circulation
- 1952 : Belle Mentalité ! d'André Berthomieu
- 1952 : Le Dernier Robin des Bois d'André Berthomieu : Julien
- 1952 : Le Rideau rouge ou Ce soir on joue Mac-Beth d'André Barsacq : le flic du commissariat
- 1952 : Les Détectives du dimanche de Claude Orval : l'assureur
- 1953 : Interdit de séjour de Maurice de Canonge : un gardien
- 1953 : Tambour battant de Georges Combret : Arthur
- 1953 : Le Feu dans la peau de Marcel Blistène : Eugène
- 1953 : Mon mari est merveilleux d'André Hunebelle
- 1953 : La Pocharde de Georges Combret : le substitut Barillet
- 1953 : Les Trois Mousquetaires d'André Hunebelle : l’aubergiste de l’auberge des bourgeois de Calais
- 1953 : Le Portrait de son père d'André Berthomieu : Martin
- 1953 : Avant le déluge d'André Cayatte : un garde aux assises
- 1953 : Crainquebille de Ralph Habib : l'abbé
- 1953 : Virgile ou Coup de veine de Carlo Rim : l'agent
- 1953 : Piedalu député de Jean Loubignac
- 1953 : Raspoutine de Georges Combret : l'industriel qui remet de l'argent à Raspoutine
- 1954 : L'Œil en coulisses d'André Berthomieu : le voisin à sa fenêtre
- 1954 : Cadet Rousselle d'André Hunebelle : un colonel
- 1954 : La Castiglione (La Contessa di Castiglione) de Georges Combret : Masson, un indicateur
- 1955 : Les deux font la paire d'André Berthomieu : Lamuche, le premier policier
- 1955 : Des gens sans importance d'Henri Verneuil : un voisin des Viard
- 1955 : Le Dossier noir d'André Cayatte : le valet de Broussard
- 1955 : Casse-cou, mademoiselle de Christian Stengel
- 1955 : Les Hommes en blanc, de Ralph Habib : le guérisseur
- 1955 : Gas-Oil de Gilles Grangier : le gendarme dactylographe
- 1955 : Les Duraton d'André Berthomieu : Maître Robinot
- 1955 : Milord l'Arsouille d'André Haguet
- 1955 : L'Amant de Lady Chatterley de Marc Allégret : un homme du Pub
- 1955 : La Bande à papa de Guy Lefranc : le capitaine des pompiers
- 1955 : Coup dur chez les mous de Jean Loubignac : le docteur
- 1955 : Je suis un sentimental de John Berry : le brigadier
- 1955 : Quatre jours à Paris d'André Berthomieu : le portier
- 1955 : Chiens perdus sans collier de Jean Delannoy : un agent au tribunal
- 1956 : Marie-Antoinette reine de France de Jean Delannoy : un garde
- 1956 : Toute la ville accuse de Claude Boissol : Pistard, l'employé de mairie
- 1956 : La Joyeuse Prison d'André Berthomieu : Blafard, un faussaire
- 1956 : En effeuillant la marguerite de Marc Allégret : le bistrot
- 1956 : Ah ! Quelle équipe de Roland Quignon
- 1956 : La Roue d'André Haguet et Maurice Delbez : un homme
- 1956 : Je reviendrai à Kandara de Victor Vicas : Ravaud
- 1956 : Cinq Millions comptant d'André Berthomieu : Anatole, le concierge de "Télé-Mondial"
- 1956 : La Route joyeuse (The Happy Road) de Gene Kelly : le chauffeur du camion accidenté
- 1956 : La Loi des rues de Ralph Habib
- 1956 : Pardonnez nos offenses de Robert Hossein
- 1957 : Jusqu'au dernier de Pierre Billon : un gendarme
- 1957 : Le rouge est mis de Gilles Grangier : un inspecteur
- 1957 : Sénéchal le magnifique de Jean Boyer : un accessoiriste
- 1957 : Ariane (Love in the afternoon) de Billy Wilder : le valet du Ritz
- 1957 : Les Aventures d'Arsène Lupin de Jacques Becker : Otto
- 1957 : Cargaison blanche de Georges Lacombe : un journaliste
- 1957 : Vacances explosives de Christian Stengel : un homme à l’hôtel
- 1957 : Les Espions d'Henri-Georges Clouzot : un agent de police
- 1957 : Porte des Lilas de René Clair : l’agent
- 1957 : Mademoiselle Strip-tease de Pierre Foucaud : Émile, le domestique des Durville
- 1957 : Police judiciaire de Maurice de Canonge : M. Joly
- 1957 : Les femmes sont marrantes d'André Hunebelle : l'agent de la circulation
- 1957 : Le désir mène les hommes de Mick Roussel
- 1957 : Incognito de Patrice Dally : un agent
- 1958 : Échec au porteur de Gilles Grangier : Rémalart
- 1958 : Maigret tend un piège de Jean Delannoy : l’inspecteur suppléant Monclare
- 1958 : Sois belle et tais-toi de Marc Allégret : l’agent du commissariat
- 1958 : Le Miroir à deux faces d'André Cayatte : un professeur
- 1958 : Les Vignes du Seigneur de Jean Boyer : Jean, le majordome
- 1958 : Oh! que mambo de John Berry : un agent
- 1958 : Un drôle de dimanche de Marc Allégret : le réceptionniste de l'immeuble
- 1959 : Bobosse d'Étienne Périer : le régisseur
- 1959 : Asphalte d'Hervé Bromberger : le barman
- 1959 : Un témoin dans la ville d'Édouard Molinaro : un copain de Raymond
- 1959 : Le Gendarme de Champignol de Jean Bastia : l'adjudant Fournier
- 1959 : Archimède le clochard de Gilles Grangier : le greffier de la prison
- 1959 : Babette s'en va-t-en guerre de Christian-Jaque : Pierrot, un résistant
- 1959 : Le Chemin des écoliers de Michel Boisrond : le client enrhumé
- 1959 : Rue des prairies de Denys de La Patellière : le vendeur de journaux
- 1960 : La Famille Fenouillard d'Yves Robert : le contrôleur S.N.C.F
- 1960 : Comment qu'elle est de Bernard Borderie
- 1960 : Bouche cousue de Jean Boyer : le portier
- 1960 : Marie des Isles de Georges Combret : un excité
- 1960 : Préméditation d'André Berthomieu : le gardien
- 1960 : L'Ours d'Edmond Séchan
- 1960 : Le Baron de l'écluse de Jean Delannoy : Émile l'employé au change du casino
- 1960 : Les Vieux de la vieille de Gilles Grangier : le fils Bleuzet
- 1960 : La Française et l'Amour de Michel Boisrond : le patron de Ginette dans le sketch La virginité
- 1960 : Crésus de Jean Giono : le premier gendarme
- 1960 : La Vérité d'Henri-Georges Clouzot : l’avocat d’Annie
- 1960 : Les Tortillards de Jean Bastia : le maire du village et auteur de la pièce
- 1961 : La Peau et les Os de Jean-Paul Sassy et Jacques Panijel
- 1961 : Le Miracle des loups d'André Hunebelle : Olivier, le barbier du roi
- 1961 : L'Imprévu (L'imprevisto) d'Alberto Lattuada
- 1961 : Le Président d'Henri Verneuil : un gendarme en faction
- 1961 : Une aussi longue absence d'Henri Colpi : Favier
- 1961 : Le cave se rebiffe de Gilles Grangier : un graveur
- 1961 : Les Amours célèbres de Michel Boisrond dans le sketch Jenny de Lacour : un inspecteur
- 1961 : Le Couteau dans la plaie d'Anatole Litvak
- 1961 : Par-dessus le mur de Jean-Paul Le Chanois
- 1962 : L'assassin est dans l'annuaire ou Cet imbécile de Rimoldi de Léo Joannon : M. Mercier, un locataire
- 1962 : Un singe en hiver d'Henri Verneuil : le chauffeur de taxi
- 1962 : Arsène Lupin contre Arsène Lupin d'Édouard Molinaro : le conducteur de la locomotive
- 1962 : Les Mystères de Paris d'André Hunebelle : M. Godin
- 1962 : C'est pas moi, c'est l'autre de Jean Boyer : le premier gendarme
- 1962 : Le Doulos de Jean-Pierre Melville : le barman du Cotton-Club
- 1962 : Comment réussir en amour de Michel Boisrond
- 1962 : Le Jour et l'Heure de René Clément : un voyageur
- 1962 : Un chien dans un jeu de quilles de Fabien Collin
- 1963 : Cherchez l'idole de Michel Boisrond : un contrôleur
- 1963 : Le Glaive et la Balance d'André Cayatte : un inspecteur
- 1963 : Mélodie en sous-sol d'Henri Verneuil : un voyageur
- 1963 : Maigret voit rouge de Gilles Grangier : le pharmacien
- 1964 : Les Aventures de Salavin de Pierre Granier-Deferre : le chef de service
- 1964 : Requiem pour un caïd de Maurice Cloche
- 1964 : Des pissenlits par la racine de Georges Lautner : Léon
- 1964 : Coplan prend des risques de Maurice Labro
- 1964 : Week-end à Zuydcoote d'Henri Verneuil : le rouspéteur
- 1964 : Les Gros Bras de Francis Rigaud : le concierge
- 1965 : Le Jour d'après (Up from the beach) de Robert Parrish : le joueur de cor

### Télévision
- 1961 : Le Théâtre de la jeunesse : Cosette d'après Les Misérables de Victor Hugo, réalisation Alain Boudet : Le second voyageur
- 1963 : L'inspecteur Leclerc enquête de Serge Friedman, épisode : Knock-out
- 1964 : L'Abonné de la ligne U de Yannick Andreï

## Théâtre
- 1949 : Le Bouillant Achille de Paul Nivoix, mise en scène Robert Dhéry, théâtre des Variétés